# Nullkraftsockel

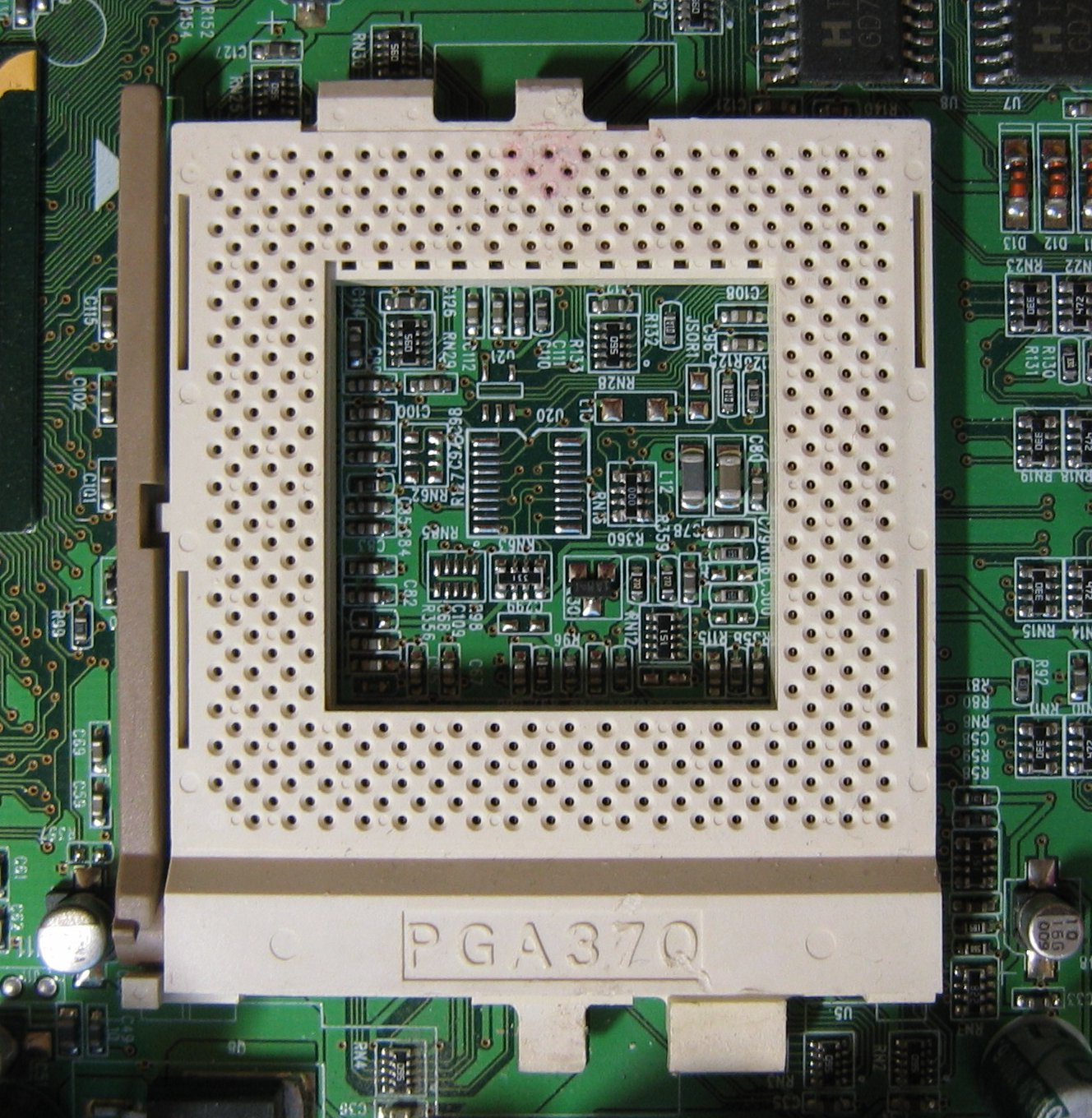
Ein ZIF-Sockel. Links vom hellgrauen Sockelgehäuse ist der dunkelgraue Betätigungshebel zu erkennen.

Nullkraftsockel, Nullkraftfassung oder engl. Zero Insertion Force (ZIF) ist eine Bezeichnung für eine Fassung für bedrahtete elektronische Bauteile, bei der zum Einsetzen oder Entfernen des Bauteils keine Druck- oder Zugkräfte erforderlich sind.
In einer normalen IC-Fassung werden die Kontaktstifte des Bauteils von federnden Kontakten der Fassung festgeklemmt, dementsprechend muss beim Einsetzen eine Kraft aufgewendet werden, um die Pins in die Kontakte zu drücken. Um das Bauteil wieder zu entfernen, ist meist eine noch höhere Kraft nötig. Bei komplexen ICs, wie beispielsweise Prozessoren mit mehreren hundert Kontakten ist hierfür eine sehr hohe Kraft notwendig (je Pin ca. 0,5 bis 1,6 N), entsprechend steigt die Gefahr, das Bauteil, die Fassung oder die Leiterplatte beim Einsetzen oder Entfernen des Bauteils zu beschädigen.
Beim Nullkraftsockel werden die Kontaktfedern vor dem Einsetzen des ICs mechanisch geöffnet, so dass die Kontaktstifte ohne Kraftaufwand in den Sockel eingeführt werden können. Beim Schließen werden die Kontaktfedern an die Stifte gepresst und sorgen so gleichzeitig für elektrischen Kontakt und mechanischen Halt.
Da Nullkraftsockel teurer sind als normale IC-Sockel, werden sie insbesondere für teure ICs verwendet, wie beispielsweise Mikroprozessoren und für ICs, die häufig gewechselt werden müssen. Bei PCs haben ZIF-Fassungen die älteren so genannten Low-Insertion-Force-Fassungen (LIF) seit Mitte der 1990er Jahre vollständig abgelöst.
Auf den Motherboards werden vorzugsweise einfachere, preiswerte Ausführungen verwendet, die nur für wenige Steckzyklen geeignet sind. Für Test- und Programmiergeräte gibt es entsprechend robustere, aber auch teurere Varianten, die für mehrere zehntausend Kontaktierzyklen ausgelegt sind.

## Testsockel

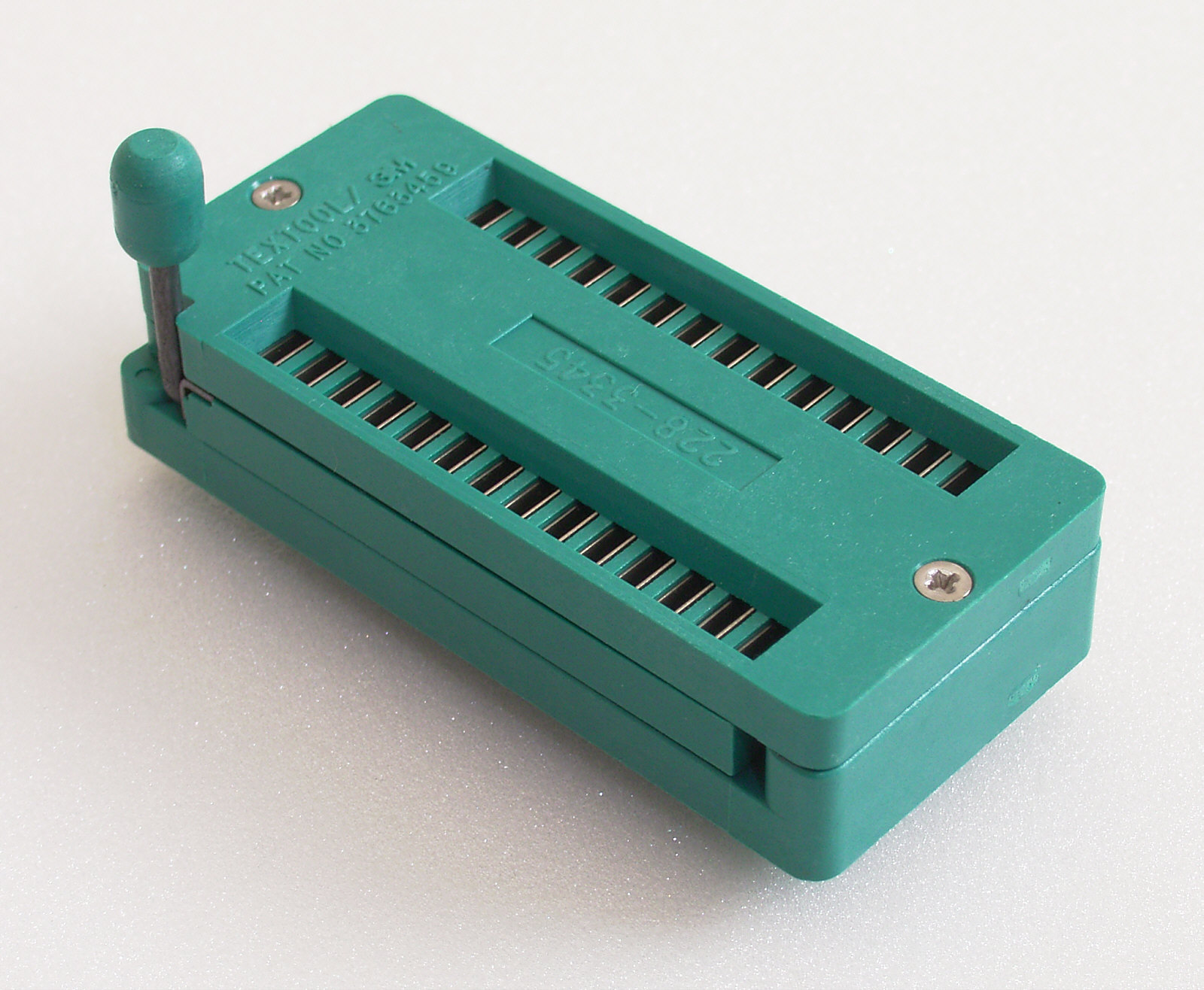
28-polige Nullkraft-DIL-Fassung

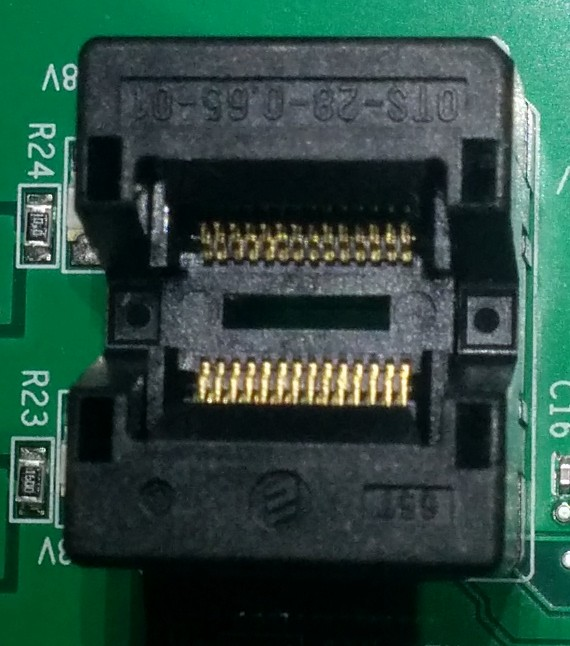
Nullkraftsockel für TSSOP-Gehäuse

Die Nullkraftsockel für Bauteile im DIP-Gehäuse sind auch unter dem bekannten Markennamen Textool-Sockel der Firma 3M bekannt. Neutraler ist die allgemeine Bezeichnung Test- oder Programmiersockel. Derartige Sockel werden auch von diversen anderen Herstellern gefertigt.
Programmiersockel werden vor allem in Test- und Programmiergeräten (beispielsweise für Mikroprozessoren wie der AVR-Familie oder der PIC-Familie) verwendet, da normale IC-Sockel dort aufgrund der hohen Beanspruchung zu schnell verschleißen würden und zudem die Anschlüsse der Bauteile zunächst gerichtet werden müssten, da die Anschlüsse ab Werk leicht nach außen stehen. Es gibt Versionen, die Gehäusegrößen von DIP48 bis hinunter zu DIP8 kontaktieren können, Adapter für verschiedene Gehäusetypen sind damit nicht notwendig.
Daneben gibt es auch Nullkraftsockel für SMD-Gehäuse wie SO-Bauformen. Diese finden meist bei Prüf- und Programmieradaptern Anwendung.